# Erioptera saturata
Erioptera saturata är en tvåvingeart som beskrevs av Alexander 1927. Erioptera saturata ingår i släktet Erioptera och familjen småharkrankar. Inga underarter finns listade i Catalogue of Life.